# Chorals Schübler

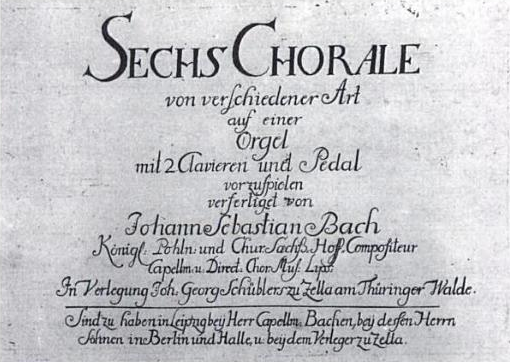
Page de titre des chorals Schübler, 1748

Les Chorals Schübler  est le nom habituellement donné aux « Sechs Chorale von verschiedener Art » (Six Chorals de différentes façons) pour orgue (BWV 645–650), une collection de six préludes de chorals de Johann Sebastian Bach parue vers 1748. 
Le titre « Chorals Schübler » vient du nom du graveur et éditeur Johann Georg Schübler qui apparaît sur la page de titre. Les six préludes sont pour orgue avec deux claviers et un pédalier, au moins cinq d'entre eux sont des transcriptions de mouvements de cantates de Bach :
| BWV | Nom du Choral                                                                                     | Transcrit de |
| --- | ------------------------------------------------------------------------------------------------- | --- |
| 645 | Wachet auf, ruft uns die Stimme (Réveillez-vous, la voix des veilleurs nous appelle)              | Wachet auf, ruft uns die Stimme, BWV 140, mouvement 4 (choral au ténor). Texte de Philipp Nicolai (1599)                     |
| 646 | Wo soll ich fliehen hin (Où dois-je m'enfuir ?)                                                   | ? Cantate perdue (voir plus bas). Texte de Jakob Regnart (1574)                                                              |
| 647 | Wer nur den lieben Gott lässt walten (Celui qui laisse Dieu régner sans partage)                  | Wer nur den lieben Gott läßt walten, BWV 93, mouvement 4 (duo pour soprano et alto). Texte de Georg Neumark (1657)           |
| 648 | Meine Seele erhebt den Herren (Mon âme glorifie le Seigneur)                                      | Meine Seel erhebt den Herren, BWV 10, mouvement 5 (duo pour alto et ténor, choral instrumental). Texte d'après le Magnificat |
| 649 | Ach bleib bei uns, Herr Jesu Christ (Ah ! Reste parmi nous, Seigneur Jésus-Christ)                | Bleib bei uns, denn es will Abend werden, BWV 6, mouvement 3 (choral au soprano). Texte de Sethus Calvisius (1594)           |
| 650 | Kommst du nun, Jesu, vom Himmel herunter auf Erden (Viens Jésus ! descends du ciel vers la terre) | Lobe den Herren, den mächtigen König der Ehren, BWV 137, mouvement 2 (choral à l'alto). Texte anonyme (1665)                 |

Comme aucune origine n'a été trouvée pour le BWV 646, la plupart des chercheurs supposent que la cantate d'origine faisait partie de celles (environ une centaine) qui ont été perdues. L'écriture pour trio du mouvement suggère que l'original peut avoir été pour violon, ou peut-être violon et alto à l'unisson (main droite) et basse continue (main gauche) avec le choral chanté par le soprano ou l'alto.
Le fait que Bach ait pris la peine et engagé les frais nécessaires pour s'assurer les services d'un maître graveur afin d'éditer une collection de transcriptions note pour note de ce genre indique qu'il ne considérait pas les Chorals Schübler comme une pièce mineure de travaux fastidieux mais comme une importante affirmation publique, digne de la même considération sérieuse que ses autres collections gravées de musique pour clavier. Ces six chorals donnent un caractère abordable à ses cantates par l'intermédiaire du medium plus populaire que sont les transcriptions pour clavier.

## Sources
- Alberto Basso (trad. Hélène Pasquier), Jean-Sébastien Bach, vol. I : 1685-1723, Paris, Fayard, octobre 1984, 844 p.  (ISBN 2-213-01407-8)
- Alberto Basso (trad. Hélène Pasquier), Jean-Sébastien Bach, vol. II : 1723-1750, Paris, Fayard, décembre 1985, 1072 p.  (ISBN 2-213-01649-6)
- Gilles Cantagrel, Les cantates de J.-S. Bach, Paris, Fayard, mars 2010, 1665 p.  (ISBN 978-2-213-64434-9)